# Houria Aïchi
Houria Aïchi (lenguas bereberes: ⵃⵓⵔⵉⴰ ⴰⵢⵛⵉ) Nacida en Batna es una cantante bereber argelina de música chaoui. Canta canciones que aprendió en su infancia, acompañada de un bendir.

## Biografía
Nacida en Aurès, Houria Aïchi estudió psicología en París en los años setenta y en 1985 mientras daba clases de sociología en la Universidad cantaba música popular de su país. Comenzó cantando canciones tradicionales de su infancia (nanas, canciones de amor) acompañada de instrumentos tradicionales (gasbâ, bendir) en distintas actuaciones.
Houria Aïchi ha actuado regularmente en París a partir de los años 90 y tanto en 2008 como en 2013 en el festival Au fil des voix.  En Francia tras la temporada de invierno de 2017-18, Houria Aïchi fue invitada al Festival Salam Orient el 21 de octubre de 2019 en Viena.

## Arte

### Estilo musical
Houria Aïchi propaga y defiende lo que ha aprendido de las mujeres de su comunidad

"Cantar canciones bereberes en los cuatro rincones del mundo ha ayudado a que nuestra cultura, antes marginada, tenga ahora algo de universal".

Sus dos primeros discos editados no tuvieron mucha repercusión. En su tercer álbum, Khalwa (que significa Un retiro místico) dedicado a los cantos sagrados de Argelia, incluidos los del dhikr y el soufi Houria Aïchi colaboró con Henri Agnel.

### Películas
Houria Aïchi  participó en la banda sonora de la película El cielo protector de Bernardo Bertolucci en 1990.

## Discografía
- Chants De L'aurés (1990, Auvidis – Naïve)
  1. Louange au Prophète
  2. Elle Sort du Bain
  3. Chants de Partisans
  4. Salah
  5. Fille des Aïth-Abdi
  6. Fontaine Dis-Moi
  7. Gloire aux Chaouis
  8. Soussem
  9. Médisance
  10. Berceuse
  11. Fuite
  12. Amants
  13. Mes Frères
- Hawa (1996, Auvidis)
  1. Berceuse
  2. Jamila
  3. Keira
  4. Le Cavalier
  5. Le Desir
  6. L'Epopee De Messaoud
  7. Mon Ame Est en Peine
  8. Said
  9. Vent De La Montagne-Six Sous
  10. Vie Noivelle
- Khalwa, chants sacrés de l'Algérie (2001, Virgin Records)
  1. Mewlana
  2. La Ellaha Illalah (Il n'y a de Dieu que Dieu)
  3. Khalwa (La retraite spirituelle)
  4. El Houjjah ('les pèlerins)
  5. Khaounia (l'adepte): Khaounia Rabbania
  6. Khaounia (l'adepte): Khaounia Mouradia
  7. Khaounia (l'adepte): Khaounia El Faidhane
  8. Khaounia (l'adepte): Ahelill
  9. Khaounia (l'adepte): El Hachemi
  10. Khaounia (l'adepte): Atsaligh (Que la priere divine soit sur lr Prophete)
  11. Sidi Slimane: Sidi Slimane Arraja
  12. Sidi Slimane: Sidi Slimane El Koubba
  13. Sidi Slimane: Sidi Slimane Akissaouma
  14. Sidi Slimane: Sidi Slimane El Wahid

  - Houria Aïchi & Henri Agnel.
- Chants Sacrés d'Algérie (Sacred Songs from Algeria) (2005, Angel Records)
- Songs of the Aures – Arabic Berber Songs by Houria Aichi (2006, NAIVE WORLD)
- Renayate (2013, Harmonia Mundi)
- Chants Mystiques D'algeri (2017 NAIVE WORLD)

Houria Aïchi & l'Hijâz'Car
- Les Cavaliers de l'Aurès (Riders of the Aurès) (2008 acuerdos con Harmonia Mundi)[10]

En este álbum Les Cavaliers de l'Aurès (Jinetes del Aurès) y en las grabaciones en directo interpretadas con 
Houria Aichi:canto, Mohamed Abdennour: mandol, Ali Bensadoun: flautas, y Adhil Mirghani:percusión. 
Las canciones son:
1. Le cavalier, le cheval et la dame
2. Invocation
3. Rencontre amoureuse
4. Les 6 bonbons
5. La jument grise
6. Les cavaliers
7. Mélancolie
8. Les messager

Compilación
- The Rough Guide to the Music of North Africa (1997, World Music Network)